# Орудия смерти
«Орудия смерти» (англ. The Mortal Instruments) — серия книг, написанных Кассандрой Клэр в стиле фантастики и городского фэнтези. На данный момент опубликовано шесть книг. «Орудия смерти» — это третья серия книг «Хроники сумеречных охотников», из пяти существующих, но она была первая опубликована.
Серия книг стала одной из самых популярных среди подросткового литературного жанра паранормальной романтики или городской фантастики. Однако сама Клэр изначально не собиралась писать серию для подростков, произведение должно было стать фантастическим романом, в котором главные герои — подростки. Когда же издательство изъявило желание увидеть описание процесса взросления персонажей, Кассандра Клэр заявила, что она «хотела рассказать историю о людях, переживающих важнейший этап между юностью и взрослой жизнью, когда каждый шаг определяет, каким человеком ты станешь, а не отражает того, кем ты уже являешься.» Решение представить её романы как подростковую литературу сделало книги Клэр бестселлерами, а Хронику сумеречных охотников — самой популярной среди молодой аудитории.

## Цикл «Орудия смерти»
Цикл «Орудия смерти» был запущен 27 марта 2007 года, когда вышла первая книга под названием «Город костей». Последняя книга цикла вышла 27 мая 2014 года под названием «Город небесного огня».
В общей сложности в цикл вошли следующие книги:
- «Город костей» (27 марта 2007)
- «Город праха» (25 марта 2008)
- «Город стекла» (24 марта 2009)
- «Город падших ангелов» (5 апреля 2011)
- «Город потерянных душ» (8 мая 2012)
- «Город Небесного огня» (27 мая 2014)

## Сумеречный мир
События цикла «Орудия смерти» построены на существовании так называемого Сумеречного мира — части реальности, обычно скрытой от людских глаз при помощи священных рун, заклятий и различных защитных барьеров, ментально воздействующих на восприятие простых людей. Исходя из событий первой книги, можно сказать что простой человек может увидеть Сумеречный мир, если он уже знает о его существовании и смотрит на него «осознанно». Так Саймон, один из главных героев, из простых людей и первоначально не видел Сумеречного мира, но, когда ему о нём сообщила Клэри, и он познакомился с Сумеречными охотниками, то он смог видеть сквозь слабые барьеры, вроде невидимости Сумеречных охотников. Сумеречный мир возник в результате вторжения демонов. В зависимости от влияния этих демонов жители Сумеречного мира делятся на несколько групп: сами демоны, нежить и нефилимы, а также простые люди, знающие о его существовании или подвергнувшиеся его воздействию.

### Демоны
Демоны — раса, с вторжением которой связывается существование Сумеречного мира. Демоны проникли в мир людей извне, из другого измерения. Обычно демоны собираются у границ измерения, где выжидают удобного случая для проникновения. Одним из источников проникновения демонов являются порталы, позволяющие перемещаться в любое место, о котором подумаешь (на данный момент известны два портала: в квартире мадам Доротеи и в приюте Рэнвика — после событий первой книги оба уничтожены), также демонов могут призвать маги (также могут открывать временные порталы) при помощи заклинаний. Демонов вызывал злодей Валентин при помощи Меча Смерти. Среди демонов, которые в основном представляют злых духов из различных мифологий, особо выделяются Высшие демоны. В отличие от простых демонов они не умирают так просто, а отступают. В книгах отмечено пять демонов, являющихся Высшими: Демон Бездны Абаддон — проник в разум мадам Доротеи через её портал, напал на Клэри, но был изгнан Саймоном при помощи лука и яркого света, Демон Страха Аграмон, принимающий вид того, чего человек больше всего боится, и служивший Валентину на протяжении книги «Город праха» (изгнан Джейсом), демон Лилит-прародительница всех демонов, обладает высшей силой, так же именно её кровью Валентин поил Джослин, когда та носила Джонатана, Азазель- демон пустыни и оружия, его вызвал Магнус Бейн в Городе Падших Ангелов в надежде достать оружие, которое отделит Джейса от Себастьяна (Джонатана), Асмодей — правитель Эдома, также являющийся отцом Магнуса Бейна. Обычные же демоны умирают от оружия нефилимов, при этом навечно покидают мир людей. При этом погибший демон складывается и исчезает.

### Нежить
Когда демоны проникли в наш мир, они породили нежить. Среди нежити самыми часто упоминаемыми расами являются маги, феи, вампиры и оборотни. Первые две расы являются полукровками, детьми демонов. Вампиры и оборотни являются результатом болезней, которые демоны принесли с собой. Вот некоторые сведения о каждой из рас:
- Маги — дети демонов и людей, также известные как дети Лилит. Представители магов крайне долгоживущие (например, Магнусу Бейну 400 лет). Их основная сила — заклятья, генерируемые самим магом или силой магических символов. У всех магов есть особенные отличные от человеческого облика признаки — кошачьи глаза, как у Магнуса Бейна, синяя кожа, видоизменение конечностей и т. п. Маги, которых эти признаки выделяют среди обычных людей, скрывают свой облик под личиной и выглядят как обычные люди. Маг всегда знает, что происходит на его территории, а сила некоторых магов может простираться далеко за пределы крупного мегаполиса. Исключение составляет лишь водное пространство, за которым маг следить неспособен. Упоминаемые маги: Магнус Бейн, Рагнор Фелл, Илия, Катарина Лосс, Тесса Грей.
- Фейри (также Феи и Дивный народец) — потомки демонов и ангелов. Очень красивые, всегда говорят правду (не способны лгать), но при этом не заслуживают никакого доверия. Своих чувств фейри не имеют, зато любят играть чувствами других, проявляя при этом хитрость и коварство. Включают большинство известных волшебных созданий: пикси, эльфы, джинны и другие. Обычно обитают в Летнем дворе, вход в который находится в отражении Луны. Встречающиеся фейри: Королева Летнего Двора, рыцарь Мелиорн, полукровки Хэллен и Марк Блэкторны, а так же Кайли (официантка в закусочной у Таки).
- Оборотни — также известные как дети Луны в отличие от привычных каждому оборотней, здесь оборотень не порождение зла, а результат болезни, принесенной демоном. Оборотнем становится не каждый укушенный, некоторые просто умирают. Но если рана зажила, то в ближайшее полнолуние человек претерпит первую трансформацию, контролировать которую не может. Последующие трансформации уже контролируются и происходят по желанию. Оборотни развиваются очень быстро, поэтому в барах оборотней подают алкоголь даже «щенкам» (несовершеннолетним оборотням). Щенков оборотни очень оберегают, за их смерть могут мстить очень кроваво. Оборотни в книгах цикла: Люк Гарроуэй (Люциан Грэймарк), Майя, Бэт, Джордан Кайл, Аларик и другие.
- Вампиры — они же Дети Ночи. Как и оборотни, являются результатом болезни, принесенной демонами. Как отмечает оборотень Майя, демоны, принесшие вирусы оборотничества и вампиризма, враждовали друг с другом, поэтому оборотни и вампиры изначально враждуют. Вампиры в книгах, это всем привычные образы — питаются кровью, боятся солнечного света. Также в дополнение к этим фактам появились дополнительные сведения: чтобы стать вампиром недостаточно умереть с кровью вампира, необходимо быть похороненным с ней, воскреснуть и самостоятельно выбраться из могилы — именно так происходит превращение Саймона под чутким наблюдением вампира Рафаэля и друзей Саймона. Также имеются Недообращенные — люди, вкусившие вампирской крови, но ещё не умершие. Недообращенные недолюбливают солнце. Кроме того, существуют светолюбы — вампиры, способные находиться на солнце. Известные вампиры: Саймон (светолюб, в по), Камилла (бывшая возлюбленная Магнуса Бейна), Рафаэль, Лили.

### Нефилимы
Нефилимы (Сумеречные охотники) — потомки ангела Разиэля. По легенде ангел Разиэль создал Чашу смерти и в ней, смешав свою кровь и человеческую, дал испить из Чаши людям, так и появились первые Нефилимы. Наполовину ангелы, наполовину люди. Также известны как Сумеречные охотники, защищающие мир от вторжения демонов, находящихся за его границами. Имеют устойчивые понятия «чести и достоинства» и готовы отстаивать их до конца. В их «закрытом» обществе активно практикуется система заключений сделок и договоров посредством клятв и связей рунами. Упрямы, клятвы отстаивают именем Ангела. Поражений не признают и на своих ошибках, как правило, не учатся.
Помрачённые (темные охотники) — впервые появляются в «Городе потерянных душ» в результате смешения крови Лилит с кровью первого «демонического» охотника Себастьяна (Джонатана) Моргенштерна в адамантовом кубке. Считается, что испив из неё и став Омрачённым вернуться обратно в прежнее состояние уже невозможно. Омрачённые сильнее ангельских охотников, так как обладают неуправляемой жестокостью и настойчивостью демонов, чего лишены другие сумеречные охотники. Также отличаются преданностью к своим «создателям» — Лилит и Себастьяну.

### Люди
В данном случае имеются не обычные люди, они же Примитивные, а те люди которые были приведены в Сумеречный мир или подверглись его влиянию. Если обычные люди не способны видеть сумеречный мир, то у этих людей есть «виденье» и они могут оказаться частью этого мира.
В последнем случае речь идет об Порабощенных — слугах колдунов, вампиров или Нефилимов-экстремистов, которые раньше были обычными людьми, но получив большое количество сильных рун потеряли разум и превратились в рабов. Порабощенные погибают от обычного оружия и воспринимаются как убитые люди, так как руивные — часть обычного мира, хотя многие нефилимы часто называют своих людей-помощников «примитивными».
Отреченными называют людей, которые подверглись нанесению рун. Обычно, люди умирают после получения руны, но иногда они выживают, сходят с ума и становятся Отреченным.

## Орудия смерти
Когда демоны вторглись в мир людей, и появилась нежить, люди обратились за помощью к ангелам. Ангел Разиэль помог людям и принес на Землю три орудия смерти: Чашу, Меч и Зеркало. Каждый предмет обладает своей уникальной способностью, которая поможет в борьбе с демонами либо наоборот повергнет мир во тьму. Вот известные свойства орудий смерти:
- Чаша Смерти — в Чаше когда-то была смешана кровь человека и ангела и был создан первый Нефилим. С тех пор Чаша смерти служит для пополнения рядов Сумеречных охотников. Именно Чаша первой стала объектом поисков Валентина, который собирался создать с её помощью армию. Однако не каждый человек способен пройти превращение в Нефилима, и многие погибают. Была спрятана в своем точном изображении на Карте Таро матерью Клэри, Джослин Фрэй (Фэйрчайлд), и извлечена самой главной героиней. Попала к Валентину, который с её помощью управлял некоторыми демонами, в том числе и Аграмоном.
- Меч Смерти — также известный как Меч душ. Хранился в Городе Костей, у Безмолвных Братьев и использовался как детектор лжи: его брал в руки нефилим который подозревался во лжи для проверки правдивости его слов. Этот меч Инквизитор Имоджен пыталась использовать, чтобы уличить Джейса в тайном пособничестве Валентину. Однако во время пребывания Джейса в темницах города Костей Валентин напал на Безмолвных Братьев и украл Меч в своих целях, а именно обратить его в демонический клинок, позволяющий управлять демонами и призывать их в наш мир.
- Зеркало Смерти — самое таинственное из Орудий Смерти, потому что никто не знает, где оно находится, и даже считается сомнительным его существование, так как ни на одном изображении ангела Разиэля с орудиями Смерти его нет. Говорили, что оно находится в Идрисе. В третьей книге цикла умирающий Ходж высказал безумную теорию о том, что Озеро Лин, известное также как Зеркало снов, и воды которого ядовиты для Нефилимов, и является Зеркалом смерти.

Главный злодей первой трилогии (первые три книги серии) — Валентин Моргенштерн — стремится собрать у себя все три предмета для приобретения могущества и достижения своей цели — уничтожения Нежити (Нижнего мира).

## Экранизации
22 августа 2013 в кинотеатрах состоялась премьера фильма «Орудия смерти: Город костей». Режиссёром фильма стал Харольд Цварт.
В 2014 году из-за неудачных сборов от экранизации первой части было принято решение перенести франшизу в формат сериала. Сериал вышел в начале 2016 года на канале Freeform под названием «Сумеречные охотники». Первая серия первого сезона вышла 12 января, а последняя — 5 апреля. Сериал стал довольно успешен и был продлён на 2-й сезон, который вышел 2 января 2017 года. Также стало известно, что сериал продлили на 3-й сезон, первая серия вышла 20 марта 2018.В июне 2018 года Freeform закрыл телесериал после трёх сезонов, однако заказал дополнительные два эпизода, чтобы завершить сюжет;вторая часть третьего сезона начала транслироваться 25 февраля 2019 года, последний и заключительный эпизод вышел 6 мая 2019 года.

## Критика
Обозреватель The Week Моника Бартизель подчёркивает вторичный характер серии Кассандры Клэр, основанной на фанфиках по серии Джоан Роулинг о Гарри Поттере. «„Орудия смерти“, — отмечает Бартизель, — ещё более вторичны, чем Пятьдесят оттенков серого. Это даже не определённая вселенная, преображённая и продаваемая под новым названием: это гибрид элементов, набранных из любимых историй Клэр. Её работа стала популярной (и спорной) не потому, что она взяла мир Дж. К. Роулинг и придумала совершенно новые истории, но потому что она использовала их как схему, в которую можно было вставить что угодно из другого фэндома поп-культуры». Г. Бейкер-Уайтлоу отмечает, что серия во многом обязана написанной Клэр серии фанфиков по Гарри Поттеру (серия о Драко Малфое): «Орудия смерти» в конечном счёте можно признать фанфиком по фанфику.